# Панино (Добровский район)
Па́нино — село Добровского района Липецкой области. Центр Панинского сельсовета.

## География
Расположено на правом берегу реки Воронежа при впадении в неё реки Мартынчик. Панино стоит почти на границе с центром района селом Добрым; их разделяет лишь село Богородицкое.

## История
По некоторым данным, могло возникнуть в XVII веке. Из косвенных данных ревизских сказок видно, что село уже существовало в 1712 году (РССокУ). В 1858 году на средства прихожан была построена теплая каменная церковь с четырьмя престолами. В 1862 году в казённом селе насчитывалось 154 двора с 1221 жителями (608 мужского пола и 613 женского). В 1911 году в 222 дворах проживало 2062 человека в том числе 970 мужского пола и 1062 женского. Имелись церковно-приходская и министерская школы.  
Название патронимическое — от фамилии Па́нин.
Доныне в Панине сохранилась Илиинская церковь (1858, региональный ).

## Население
| 2010 |
| ---- |
| 848  |

## Известные уроженцы
- Епифанцев, Серафим Прохорович (1929—2017) — Герой Социалистического Труда.